# Drew Moor
Drew Moor (Dallas (Texas), 15 januari 1984) is een Amerikaans voetballer die speelt als verdediger en voetbalt voor Colorado Rapids.
Moor voetbalde op de Furman universiteit in 2002, voordat hij werd overgeplaatst naar de Indiana universiteit, waar hij twee seizoenen speelde. Tijdens zijn universiteitsperiode begon hij elke wedstrijd in de basis en hielp de Indiana Hoosiers aan twee opeenvolgende kampioenstitels. Zijn laatste wedstrijd was een penalty thriller tegen UC Santa Barbara in de 2004 - 2005 NCAA Finales. Na het spelen in de zomer van 2004 voor Chicago Fire Premier in de USL Premier Development League, hij werd gekozen door FC Dallas in de MLS SuperDraft van 2005. In de competitie van 2006, begon Moor als bankzitter, maar na een aantal keren goed presteren en het gelijktijdige slechte prestaties van Clarence Goodson, verwierf hij een basispositie. Hij maakte het seizoen af met het spelen van 27 wedstrijden en maakte een goal. Moor maakte deel uit van de 'MLS All–Star' selectie uit 2015, die het opnam tegen Tottenham Hotspur. De wedstrijd werd met 2–1 gewonnen door de All–Stars. Moor verving in de rust Tony Beltran en speelde de hele tweede helft.
Moor speelde voor verschillende jeugdelftallen van de Amerikaanse voetbalelftallen, en maakte deel uit van het onder-20 team in 2003 van het Wereldkampioenschap voetbal.
Hij speelde voor het Amerikaans voetbalelftal in Copa América 2007.